# 濱吉正則
濱吉 正則（はまよし まさのり、1971年7月5日 - ）は、兵庫県出身のサッカー指導者。UEFAプロライセンス所持。

## 来歴
選手経験は特になく、大阪体育大学卒業後、1995年にスロベニアへコーチ留学した。ズデンコ・ベルデニック（当時スロベニア代表監督）のもとで学びながら、スロベニア代表に帯同。スロベニアでも指導者として活動しながら、1999年スロベニアサッカー協会プロコーチライセンスを取得し、2003年にはUEFAプロライセンスを取得した 1999年に帰国後は2000年柏レイソルU-18の監督就任し3年間監督を務めた後、2003年名古屋グランパスエイトのコーチに就任。ベルデニックのもとでコーチを務めていたが、解任後もネルシーニョの元でコーチを務めた。その後もスカウトやU15の監督を務める。2008年から2010年まで徳島ヴォルティスで、2011年から2012年までギラヴァンツ北九州でコーチを務めた。
以前は育成年代の指導を中心に活動していたが、近年では豊富な指導経験と分析力を生かし、監督の参謀役としてコーチを務めている。
旧ユーゴスラビア内のみならず、ヨーロッパ諸国クラブでコーチングを学び、旧ユーゴスラビア及びヨーロッパサッカーに精通し幅広人脈を持つ指導者の一人である。
2013年シーズン大宮アルディージャ、ベルデニック監督通訳に就任、リーグ前半の躍進、Jリーグ21試合無敗記録に貢献する。ベルデニック監督はシーズン途中で解任され、シーズン終了後契約満了につき退団した。
2014年4月静岡市内にサッカースクール、HAMAサッカー塾 を開校。静岡北高校サッカー部コーチ就任。
2016年4月、SVホルン監督に就任。日本人として初めて、ヨーロッパ・プロリーグで監督に就任。監督就任後、7勝1分けでオーストリア3部リーグ優勝、オーストリア・ブンデンスリーグ2部昇格に導く。2017年5月、成績不振により解任された。
2018年2月2日、九州産業大学サッカー部監督に就任。

## 選手歴
- 1990-1994年 大阪体育大学サッカー部
- 1995-1996年  NK SVOBODVA (3部リーグ)[2]

## 指導歴
- 1994年4月 - 1995年3月  大阪西YMCA (サッカースクール)
- 1995年7月 - 1998年6月  NKイェジカ
- - トップチームからジュニアチーム担当フィジカルコーチ U10監督 1996年7月 - 1997年6月 U16、18、トップチームアシスタントコーチ 1995年7月 - 1997年6月
- 1997年7月 - 1998年6月  NKドムジャレ U18監督（NK Jezica兼務）
- 1998年7月 - 1999年4月  NK HITゴリツァ ジュニアチーム監督およびスカウト (プロ契約)
- 1999年4月 - 2000年1月  常葉学園橘高等学校サッカー部ヘッドコーチ
- 2000年2月 - 2003年1月  柏レイソルU18 監督
- 2003年 - 2006年  名古屋グランパスエイト
  - 2003年2月 - 2004年7月 トップチーム コーチ
  - 2004年8月 - 2005年1月 スカウト
  - 2005年2月 - 2006年12月 ユースアカデミー ジュニアユースU-15 監督
- 2007年1月 - 同年7月 フェルヴォローザ石川・白山FC 監督 (北信越社会人リーグ1部)
- 2008年 - 2010年  徳島ヴォルティス
  - 2008年 ユース監督
  - 2009年2月 - 2011年1月 トップチームコーチ
- 2011年 - 2012年  ギラヴァンツ北九州 トップチームコーチ
- 2013年  大宮アルディージャ 監督通訳
- 2014年4月 - 2016年4月  HAMAサッカー塾  代表兼指導者、静岡北高等学校 サッカー部コーチ兼体育教師
- 2016年4月 - 2017年5月  SVホルン 監督
- 2018年2月 -  九州産業大学サッカー部監督

## 資格・その他
- UEFAプロライセンス（英語版）
- スロヴェニアサッカー協会プロコーチライセンス
- 保健体育中学・高校教員免許
- Jリーグ育成プロジェクト（現Jリーグアカデミー）メンバー 2001-02年

## 詳細
- 日本人として初めてヨーロッパ・プロリーグで監督に就任する。（監督代行、アマチュアリーグ監督を除く）
- 大阪体育大学在学中、当時サッカー部コーチであった祖母井秀隆のもとで指導を受け、大きな影響を受ける。在学中よりドイツコーチ留学の準備をしていたが、祖母井のドイツ留学時代の親友であるベルデニックのもとでスロベニア留学を薦められる。自らのドイツ留学の経験から「良い指導者になるには、良い指導者のもとでかばん持ちをすべきだ」というアドバイスを受け、スロベニア留学を決意。現在も師と仰いでいる。
- HIT GORICAコーチ時代に、森山泰行と同じ時期にチームに在籍。
- 柏レイソルU18監督時代には大谷秀和、近藤直也、菅沼実ら多くのプロ選手を輩出。
- 旧ユーゴスラビアのコーチングを学び、ベルデニック、イビチャ・オシム、ミハイロ・ペトロヴィッチらがもたらした旧ユーゴスラビア流のコーチングに精通し、指導法に影響を受けている。
- 旧ユーゴ内クラブや指導者だけでなく、ヨーロッパ諸国でアヤックス、フランスサッカー協会やジェラール・ウリエ、コー・アドリアーンセ、アーセン・ベンゲルら名将のもとで学ぶ。UEFA PROライセンスを生かしUEFAコーチ会議に出席するなど、ヨーロッパサッカーのトレンドに精通している。
- 以前はFootball Timesに約3年間、コーチングコラムを連載し、現在は自身のブログで旧ユーゴやヨーロッパのコーチング、指導法などを発信している。
- スロベニア語、セルボ・クロアチア語が堪能である。ベルデニックが指導者講習会を行った際には通訳を務めた。